# Umbrina analis
Umbrina analis är en fiskart som beskrevs av Günther, 1868. Umbrina analis ingår i släktet Umbrina och familjen havsgösfiskar. IUCN kategoriserar arten globalt som livskraftig. Inga underarter finns listade i Catalogue of Life.